# 海幢区
海幢区是广州市歷史上存在過的一個行政區，設置於1949年，以海幢公园得名。1950年撤销，并入河南区，今位於广州市海珠区内。